# Dragon Records
Dragon Records is een Zweeds platenlabel voor jazz-muziek. Het werd in 1975 opgericht door de journalist Lars Westin, uitgever van het tijdschrift Orkester Journalen. Hij leidt het label inmiddels met Leif Collin.
Sinds de oprichting heeft het label honderden platen uitgebracht van Zweedse jazzmusici en live-opnames van Amerikaanse artiesten, opgenomen in Zweden. Het label kreeg meer bekendheid door zijn uitgave van een serie cd's van Lars Gullin, waaraan onder meer Lee Konitz en Zoot Sims meewerkten. Dragon bracht ook de Stockholm-concerten van Miles Davis met John Coltrane en Sonny Stitt in een cd-box uit.
Andere musici die op het label uitkwamen zijn onder meer Chet Baker, Art Blakey, Mitchell Red, George Lewis, Sonny Rollins, Rolf Ericson, Stan Getz en Coleman Hawkins.